# Kommunpampar
Kommunpampar är en svensk dokumentärserie som hade premiär 10 september 2013 i SVT. Serien skildrar i fyra avsnitt ett antal kommunpolitikers dagliga arbete.

## Politikerna
De politiker vars arbete följs är:
- Péter Kovács, moderat kommunalråd och kommunstyrelsens ordförande i Höganäs kommun
- Ebba Busch, kristdemokratiskt kommunalråd i Uppsala kommun.
- Miguel Odhner, socialdemokratiskt oppositionsråd i Kungälvs kommun.
- Brittis Benzler, vänsterpartistiskt regionråd i Region Gotland.